# Nicholas Vladimir Polunin
Nicholas Vladimir Polunin (1909-8 de diciembre de 1997) fue un botánico, briólogo, ecólogo inglés. Realizó expediciones botánicas a Nigeria, Irak, Suiza y Canadá.

## Algunas publicaciones

### Libros
- 1960. Introduction to plant geography and some related sciences. Ed. Longmans, Londres. xix + 640 pp.
- 1960. World Crops Books. General editor: Profesor N. Polunin
- 1959. Circumpolar arctic flora. Ed. Oxford, Clarendon Press. xxviii + 514 pp.
- 1959. Plant Science Monographs. Ed. N. Polunin
- 1947. Botany of the Canadian Eastern Arctic : part II : Thallophyta and Bryophyta. Bulletin National Museum of Canada. 573 pp.
- 1940. Botany of the Canadian Eastern Arctic. National Museum of Canada. Bull. 92, 97, 104
- 1939. The arctic element in the British flora. Proc. of the Linnean Society of London
- 1932. The isle of auks : [illust. and maps]. An Account of the Oxford University Expedition of 1931 to Akpatok.
- 1931. Russian Waters

## Honores

### Eponimia
- (Aristolochiaceae) Aristolochia poluninii P.H.Davis & M.S.Khan[3]

- (Asteraceae) Cirsium poluninii P.H.Davis & Parris[4]

- (Liliaceae) Fritillaria poluninii (Rix) Bakhshi Khan. & K.Perss.[5]

- (Rosaceae) Cotoneaster poluninii G.Klotz[6]

- (Saxifragaceae) Saxifraga poluniniana Harry Sm.[7]

- La abreviatura «Polunin» se emplea para indicar a Nicholas Vladimir Polunin como autoridad en la descripción y clasificación científica de los vegetales.[8]